# Metztli

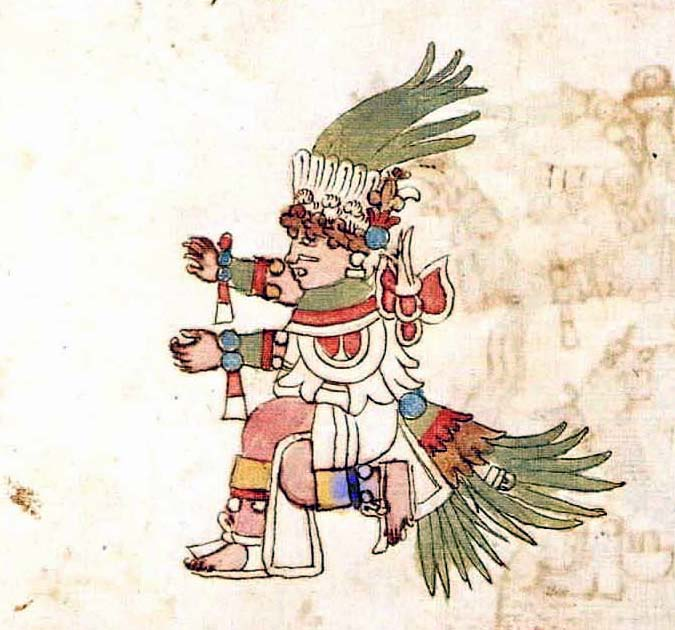
Metztli

Metztli (ook geschreven als Meztli, Metzi of Mextli) was in de Azteekse mythologie een god of godin van de maan, de nacht en de boeren.  Hij/zij was waarschijnlijk dezelfde god als Yohaulticetl en Coyolxauhqui en de mannelijke maangod Tecciztecatl; hij/zij vreesde de zon omdat hij/zij bang was voor zijn vuur.  Wordt ook wel de lage god van de wormen die faalde om zich zelf op te offeren om de zon te worden en werd in plaats daarvan de maan, zijn gezicht donker door een konijn. 

## Otomi mythologie
Voor de Otomí was Metztli de maan, de koningin van de nacht, waarschijnlijk hun hoofdgod. Ze noemde haar de "Oude Moeder", die simultaan zowel de maan als de aarde representeerde. Haar man, de "Oude Vader", was de god van het vuur. De Otomí telde maan maanden als een periode van nieuwe maan tot nieuwe maan. Zij gaven elke maand 30 dagen.  

## Mexicaanse verhalen
De oorsprong van de naam Mexica komt waarschijnlijk van Metztli. Een goed argument voor deze versie is dat hun god Huitzilopochtli ook werd geïdentificeerd met de maan. 

## Legende
Eerst schenen de maan (god) en de zon (god) even fel. Dit is niet netjes voor goden, daarom gooide een van hun een konijn in het gezicht van de ander en deze werd donkerder. Daarom is het nog steeds mogelijk dat je het figuur van konijn kan onderscheiden op het maanoppervlak. Tijdens een volle maan wordt dit helemaal makkelijk.  